# Szabó Tibor (agrármérnök)
Szabó Tibor (Vámosmikola, 1943. szeptember 23. – ) agrármérnök, gyümölcsnemesítő, a hazai alma- és meggynemesítés kiemelkedő alakja. 
Több évtizedes szakmai tevékenysége az almafajták összehasonlító vizsgálataitól, a külföldi fajták honosításán keresztül, a gyümölcskertészeknek nyújtott szaktanácsadásig rendkívül szerteágazó. 
Munkásságával nagymértékben hozzájárult Magyarország gyümölcs fajtahasználatának fejlesztéséhez.

## Élete
Szülei Szabó Tibor és Sinkó Hermin. A családban a kezdetektől jelen volt a mezőgazdaság, édesapja kezdetben egyéni gazdálkodó, később tsz-elnök. 
Középiskolai tanulmányait Vácott végezte a Váci Általános Gimnáziumban, érettségit 1961-ben szerzett. 
Tanulmányait ezután a Gödöllői Agrártudományi Egyetemen, majd minisztériumi ösztöndíjasként a Leningrádi Mezőgazdasági Főiskolán folytatta. Agrármérnöki diplomáját 1966-ban vehette át. 
Nejét, Kozma Mártát 1968-ban vette feleségül. Két gyermekük (Tibor és Krisztina) és négy unokájuk (Tibor, Márti, valamint Dóra és Vince) van.

### Szakmai pályafutása
Fiatal pályakezdőként került Újfehértóra, illetve a Gyulatanyai Gazdaság Faiskolájába, ahol gyakornoki idejét töltötte le.  Egy évvel később újra az Újfehértói Kutató Állomáson dolgozott. 
Ekkoriban elvállalta a szakszövetkezetek Gyümölcstermelő és Értékesítő Közös Vállalkozásának szakmai irányítását, egy mintegy 400 hektáros gyümölcsültetvény főkertészeként 1972 májusáig tevékenykedett. 
Ezt követően az Újfehértói Kutatóállomáson tudományos ügyintézőként folytatta munkáját, kamatoztatva orosz nyelv tudását. 
Feladatköréhez elsősorban a honosítási, a fajtafenntartási, a tájszelekciós és a termékenyülési vizsgálatokban való közreműködés tartoztak.
1975-től kezdődően egyre aktívabban kezdett foglalkozni az almafajták virágzási és egyéb fontos viszonyainak a vizsgálatával.
Egyetemi doktori disszertációját 1979-ben védte meg Kertészeti Egyetemen summa cum laude minősítéssel, címe „Egyes almafajták és kiemelkedő klónjaik virágzási és termékenyülési viszonyai”.
Munkássága során több, mint 230 almafajtát vizsgált kollégáival, így lehetősége adódott a gazdálkodók igényeihez igazított, szüreti időben eltérő, a piaci igényeknek megfelelő fajtasor felállítására. 
A meggy nemesítésében szintén maradandót alkotott. 
Pethő Ferenccel és munkatársaival együtt dolgozva, hazánkban a legelterjedtebb, legnagyobb számban ültetett meggyfajták tájszelekció útján történő megalkotása fűződik a nevéhez. Ezek az Újfehértói fürtös, a Debreceni bőtermő és a Kántorjánosi 3. 
Összesen 47 db, államilag elismert gyümölcsfajta honosításában, illetve nemesítésében működött közre.
A növénynemesítésen kívül a génmegőrzésben is komoly szerepet vállal. Az IPGRI (Növénygenetikai Erőforrások Nemzetközi Intézete) tagjaként az alma, a körte, a birs, és a naspolya génbank fenntartását, fejlesztését irányítja.
Negyed évszázada tagja az International Society for Horticultural Science-nek, és alapító tagja a szervezet magyarországi tagozatának, azaz a Magyar Kertészeti Tudományos Társaságnak. 
2008-ban szerezte PhD fokozatát.
A Magyar Gyümölcsfaiskolák Országos Egyesületében kiemelten felelős a fajtainnovációért. 
A kutatásban eltöltött idő alatt eddig több, mint 120 tudományos és népszerűsítő tanulmány, cikk, a nemzetközi és hazai konferencia-kiadványban megjelenő 85 dolgozat, összefoglaló, valamint 67 könyvrészlet szerzője, társszerzője. 
Évente általában 20-30 tudományos, és ismeretterjesztő előadást tart.
A kertészeti felsőoktatásban is aktívan részt vállalt, számos témavezetettje védte már meg szakdolgozatát, illetve opponensi feladatkört is rendszeresen betölt.

### Közéleti pályafutása
Szakmai teljesítményének elismeréséül közel huszonöt éven át választották meg a helyi tanács tagjává, később önkormányzati képviselővé.

## Díjai, elismerései
- Kiváló Munkáért díj
- Tudományért emlékérem (1997)
- Fleischman Rudolf-díj (2013)
- Újfehértó díszpolgára (2013)